# Кірнан Шипка
Кірнан Бреннан Шипка (англ. Kiernan Brennan Shipka; нар.. 10 листопада 1999, Чикаго, Іллінойс, США) — американська акторка. Найвідоміша за роллю Саллі Дрейпер в телесеріалі каналу AMC, «Божевільні» (2007—2015). Також озвучувала невеликі ролі в серіалах «Легенда про Корру», «Американський тато!», «Сім'янин» тощо.
З 2018 року виконує головну роль у телесеріалі каналу Netflix «Моторошні пригоди Сабріни».

## Життєпис

### Ранні роки та походження
Народилася 10 листопада 1999 року в Чикаго, Іллінойс. Її батько — Джон Янг Шипка, матір'ю — Ерін Енн (уроджена Бреннан). Її мати закінчила Університет Нотр-Дам зі ступенем магістра, працювала президентом компанії «Brennan's PEB & Associates», а батько здобув ступінь бакалавра в Браунському університеті і працював генеральним директором компанії «Enterprise Development Company».
Шипка з п'яти років займається бальними танцями. Коли їй було шість років, вона разом з родиною переїхала до Лос-Анджелеса, щоб почати акторську кар'єру.
Дідусь актриси по батьківській лінії — Рональд Брюс Шипка, чеського походження, а бабуся по батьківській лінії — Лаверн Янг, має німецькі, англійські, шотландські та французькі корені.
Дідусь по материнській лінії — Вільям Джозеф / Френсіс Бреннан, має ірландське коріння. Бабуся Кірнан по материнській лінії — Роза Мері Боріо, також має італійські, ірландські та американські корені.

### Кар'єра
Кірнан Шипка дебютувала в 2006 році, знявшись у ролі Лоли в телефільмі «Найзліша людина в передмісті». У тому ж році вона зіграла епізодичну роль у телесеріалі «Детектив Монк». Протягом 2007 року Кірнан зіграла невеликі ролі в серіалах «Корі в будинку», «Божевільне телебачення» і «Герої».
У 2007 році Шипка була обрана на роль старшої дочки головного героя Дона — Саллі Дрейпер в телесеріалі каналу AMC, «Божевільні» (2007—2015). Надалі її гра була високо оцінена режисером серіалу Меттью Вайнером. Критик Дейл Ро з газети Austin American-Statesman, також позитивно висловився про гру Кірнан і назвав акторку однією з кандидаток на премію Еммі, сказавши:
|                                              | Ця 10-річна актриса була настільки вражаючою, в ролі проблемної Саллі Дрейпер минулого сезону, що здається дивним, що вона тільки що була підвищена до основного складу. Якщо майбутня робота Шипки в «Божевільних» - боротьба зі зруйнованим шлюбом її батьків і вступ до «preteendom» у бурхливих 1960-х, залишиться такою ж дивовижною, як і в третьому сезоні, то її неодмінно чекає номінація наступного року. |
| — Дейл Ро, «Austin American-Statesman», 2010 | |

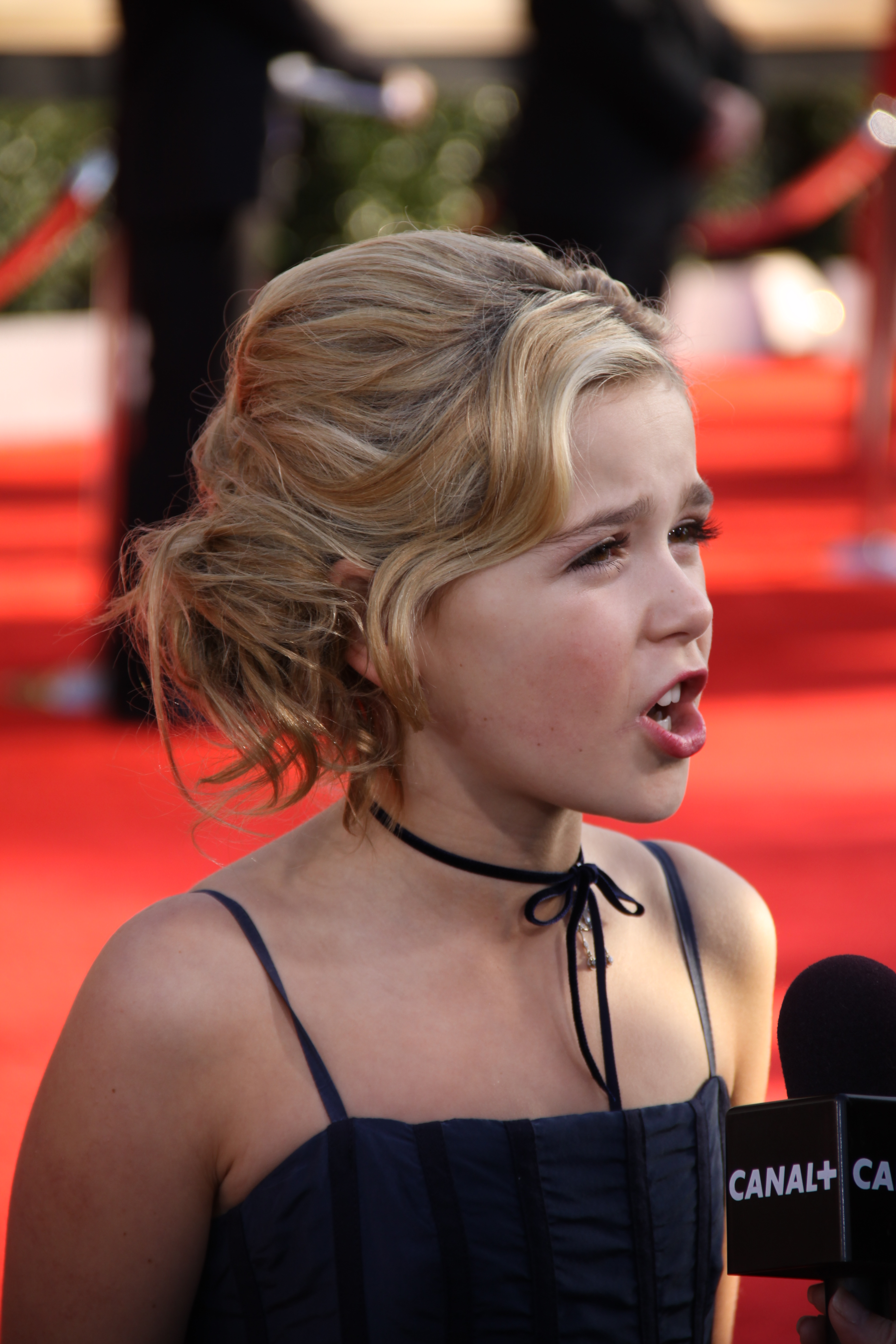
Кірнан Шипка на 16-й церемонії вручення Премії Гільдії кіноакторів США, 23 січня 2010 року.

За гру в серіалі Шипка була номінована на декілька премій «Young Artist Awards», а в 2012 році здобула премію «Young Hollywood Awards». Будучи на початку знімання запрошеною виконавицею, з четвертого сезону Шипка ввійшла до основного акторського складу «Божевільних».
У 2009 році Шипка виконала одну з головних ролей у фільмі жахів «Носії», за яку була номінована на премію «Young Artist Awards». 2012 року Кірнан була обрана на роль Джінори в анімаційному серіалі «Легенда про Корру».
За фільм «Поцілунки» (2011), де Кірнан зіграла головну роль, вона була знову номінована на «Young Artist Awards». Далі вона озвучувала другорядні ролі в мультсеріаліах: «Легенда про Корру» і «Софія Прекрасна». 2013 року зіграла невелику роль у фільмі «Дуже гарні дівчатка». 2014 року вийшов новий фільм за участю Шипки «Квіти на горищі», де вона виконала одну з головних ролей. Девід Гінклі з New York Daily News похвалив її гру сказавши: «Її гра тут в цілому досить гарна — відмінна в одних місцях, корисна в інших».
У 2015 році вийшов новий проєкт з Еммою Робертс у головній ролі — фільм «Лютий». Також у цьому році вона зіграла головні ролі у фільмах: «Один і два» і «Fan Girl». Після актриса озвучила роль Марні в мультфільмі «Omoide no Марні» (2015), за яку отримала дві номінації на премію «Behind the Voice Actors Awards» і зіграла епізодичну роль в серіалі «Непохитна Кіммі Шмідт» (2015).
У 2017 році вона озвучила епізодичні ролі в мультсеріаліах: «Американський тато!», «Сім'янин» і «Нео Йокіо», а також зіграла роль Б. Б. Б. — дочки Бетт Дейвіс у телесеріалі каналу FX, «Ворожнеча».
26 жовтня 2018 року на платформі Netflix вийшов серіал «Моторошні пригоди Сабріни», в якому Шипка зіграла головну роль. Даніель Файенберг з The Hollywood Reporter заявив в огляді першої частини, що «привабливість Сабріни, зростаюча у міру просування шоу, що виходить переважно від Шипки». Він похвалив гру актриси, згадавши, що вона «чудово доповнює один з найбільш привабливих елементів шоу, а саме його розмитий підхід до сучасності».
Шипка зіграла глухого підлітка у фільмі жахів «Мовчання», заснованому на однойменному романі Тіма Леббона. Фільм вийшов на «Netflix» 10 квітня 2019 року. Актриса вивчила амслен для ролі. Режисер похвалив її гру, сказавши: «Вона грає разом зі Стенлі Туччі, і повірте мені, вона більше, ніж просто тримає себе в руках. Це було чарівно, спостерігати за нею».
У 2014 році Кірнан Шипка була названа однією з «25-ти найбільш впливових підлітків 2014 року», за версією Time.

## Фільмографія

### Фільми
| Рік  |    | Українська назва                      | Оригінальна назва                        | Роль               |
| ---- | -- | ------------------------------------- | ---------------------------------------- | ------------------ |
| 2007 | ф  | Вимірювання                           | Dimension                                | Моллі              |
| 2008 | ф  | Початкова освіта                      | Lower Learning                           | Сара               |
| 2009 | кф | Історія тканинної ляльки              | A Rag Doll Story                         | дівчинка           |
| 2009 | ф  | Загублений світ                       | Land of the Lost                         | дитина             |
| 2009 | ф  | Носії                                 | Carriers                                 | Джоді Голловей     |
| 2009 | ф  | Будинок вщент                         | House Broken                             | Таммі Таубер       |
| 2010 | ф  | Кішки проти собак: Помста Кітті Галор | Cats & Dogs: The Revenge of Kitty Galore | маленька дівчинка  |
| 2010 | кф | Шоу Райана і Ренді                    | The Ryan and Randi Show                  | Лала Ла Лала       |
| 2010 | кф |                                       | Squeaky Clean                            | Емілія             |
| 2012 | кф | Порожня кімната                       | The Empty Room                           | Джульєтта          |
| 2013 | ф  | Дуже хороші дівчатка                  | Very Good Girls                          | Елеонора           |
| 2013 | кф | Ми піднімаємося, як дим               | We Rise Like Smoke                       | юна Калер          |
| 2014 | кф | Узлісся                               | The Edge of the Woods                    | Аліса              |
| 2014 | ф  | Квіти на горищі                       | Flowers in the Attic                     | Кеті               |
| 2015 | ф  | Один та два                           | One & Two                                | Єва                |
| 2015 | а  | Omoide no Mānī                        | 思 い 出 の マ ー ニ ー                  | Марні              |
| 2015 | ф  | Fan Girl                              | Fan Girl                                 | телулі «Лу» Фарроу |
| 2015 | ф  | Лютий                                 | February                                 | Кет                |
| 2019 | ф  | Мовчання                              | The Silence                              | Еллі Ендрюс        |
| 2022 | ф  |                                       | Wildflower                               | Беа Джонсон        |
| 2023 | ф  | Абсолютний убивця                     | Totally Killer                           | Джеймі Г'юз        |
| 2024 | ф  | Довгоніг                              | Longlegs                                 | Керрі Енн Камера   |
| 2024 | ф  | Смерчі                                | Twisters                                 | Едді               |
| 2024 | ф  |                                       | The Last Showgirl                        | Джоді              |
| 2024 | ф  | Кодове ім'я «Червоний»                | Red One                                  | Ґрайла             |

### Телебачення
| Рік         |    | Українська назва              | Оригінальна назва                       | Роль                 |
| ----------- | -- | ----------------------------- | --------------------------------------- | -------------------- |
| 2006        | тф | Найлютіша людина в передмісті | The Angriest Man in Suburbia            | Лола                 |
| 2006        | с  | Монк                          | Monk                                    | маленька дівчинка    |
| 2007        | с  | Корі в будинку                | Cory in the House                       | однокласниця Софі    |
| 2007        | с  | Божевільне телебачення        | MADtv                                   | засмучений дитина    |
| 2007        | с  | Герої                         | Heroes                                  | дівчинка в вогні     |
| 2007 — 2009 | с  | Джиммі Кіммел в прямому ефірі | Jimmy Kimmel Live                       | різні ролі           |
| 2007 — 2015 | с  | Божевільні                    | Mad Men                                 | Саллі Дрейпер        |
| 2011        | тф | Поцілуночки                   | Smooch                                  | Зої Коул             |
| 2012        | с  | Не вір з *** з квартири 23    | Do not Trust the B ---- in Apartment 23 | камео                |
| 2012 — 2014 | мс | Легенда про Корру             | The Legend of Korra                     | Джінорі              |
| 2013 — 2018 | мс | Софія Прекрасна               | Sofia the First                         | Оона                 |
| 2014        | тф | Квіти на горищі               | Flowers in the attic                    | Кеті Доллагенгер     |
| 2015        | с  | Непохитна Кіммі Шмідт         | Unbreakable Kimmy Schmidt               | Куми                 |
| 2017        | с  | Ворожнеча                     | Feud                                    | Б. Д. Гаймен         |
| 2017        | мс | Американський тато!           | American Dad!                           | студентка            |
| 2017        | мс | Сім'янин                      | Family Guy                              | співає вболівальниця |
| 2017        | мс | Нео Йокіо                     | Neo Yokio                               | фанатка Гелен        |
| 2018 — 2020 | с  | Моторошні пригоди Сабріни     | The Chilling Adventures of Sabrina      | Сабріна Спеллман     |
| 2021 — 2022 | с  | Рівердейл                     | Riverdale                               | Сабріна Морнінгстар  |
| 2022        | с  | Серед акул                    | Swimming with Sharks                    | Лу Сіммс             |
| 2023        | с  | Сантехніки Білого дому        | The White House Plumbers                | Кеван Хант           |

## Нагороди та номінації
Список наведено згідно з даними сайту IMDb.com.
| Рік  | Нагорода                             | Категорія                                            | Робота                                | Результат |
| ---- | ------------------------------------ | ---------------------------------------------------- | ------------------------------------- | --------- |
| 2007 | Супутник                             | Найкращий акторський склад у телесеріалі             | Безумці                               | Перемога  |
| 2009 | Премія Гільдії кіноакторів США       | Найкращий акторський склад у драматичному серіалі    | Безумці                               | Перемога  |
| 2009 | Young Artist Awards                  | Найкраща молода актриса в телесеріалі                | Безумці                               | Номінація |
| 2010 | Премія гільдії кіноакторів США       | Найкращий акторський склад у драматичному серіалі    | Безумці                               | Перемога  |
| 2010 | Young Artist Awards                  | Найкраща молода актриса в короткометражному фільмі   | Squeaky Clean                         | Номінація |
| 2010 | Young Artist Awards                  | Найкраща молода актриса в художньому фільмі          | Носії                                 | Номінація |
| 2011 | Премія гільдії кіноакторів США       | Найкращий акторський склад у драматичному серіалі    | Безумці                               | Номінація |
| 2011 | Young Artist Awards                  | Найкраща молода актриса в художньому фільмі          | Кішки проти собак: Помста Кітті Галор | Номінація |
| 2011 | Young Artist Awards                  | Найкраща молода актриса в телесеріалі                | Безумці                               | Номінація |
| 2012 | Young Hollywood Awards               | Scene Stealer Female                                 | Безумці                               | Перемога  |
| 2012 | Young Artist Awards                  | Найкраща молода актриса в мінісеріалі або телефільмі | Поцілунки                             | Номінація |
| 2013 | Премія гільдії кіноакторів США       | Найкращий акторський склад у драматичному серіалі    | Безумці                               | Номінація |
| 2013 | Young Artist Awards                  | Найкраще озвучення                                   | Легенда про Korra                     | Номінація |
| 2013 | Young Artist Awards                  | Найкраща молода актриса в телесеріалі                | Безумці                               | Перемога  |
| 2013 | Women in Film Crystal + Lucy Awards  | Lucy Award                                           | Безумці                               | Перемога  |
| 2014 | Young Hollywood Awards               | You're So Fancy                                      | Н/Д                                   | Номінація |
| 2014 | Online Film & Television Association | Найкраще озвучення                                   | Легенда про Korra                     | Номінація |
| 2014 | Online Film & Television Association | Краща актриса другого плану в драматичному серіалі   | Безумці                               | Номінація |
| 2014 | Online Film & Television Association | Найкраща актриса в телефільмі або мінісеріалі        | Квіти на горищі                       | Номінація |
| 2015 | Gold Derby Awards                    | Найкраща драматична актриса                          | Безумці                               | Номінація |
| 2016 | Behind the Voice Awards Actors       | Найкращий вокальний ансамбль в мультфільмі           | Omoide no Marnie                      | Номінація |
| 2016 | Behind the Voice Awards Actors       | Кращий жіночий вокальний номер в мультфільмі         | Omoide no Marnie                      | Номінація |
| 2016 | Премія Гільдії кіноакторів США       | Найкращий акторський склад у драматичному серіалі    | Безумці                               | Номінація |

1. ↑  Далекі предки: Чехи, Англійці, Німці, Італійці і Французи
2. 1 2 3  Petski, Denise. Kiernan Shipka To Star In Netflix's Sabrina The Teenage Witch Series. Deadline (англ.). Архів оригіналу за 9 травня 2019. Процитовано 5 січня 2018.
3. 1 2 3  Ryan, Maureen (13 серпня 2012). 'Mad' tween takes drama in stride. articles.chicagotribune.com (англ.). Архів оригіналу за 19 березня 2013. Процитовано 24 березня 2012.
4. 1 2 3  Rackl, Lori (23 березня 2012). Chicago girl goes from Kiddieland to Sterling Cooper. Chicago Sun Times (англ.). Архів оригіналу за 19 березня 2013. Процитовано 24 березня 2012.
5. ↑  Erin Brennan, John Shipka. articles.chicagotribune.com (англ.). 23 грудня 1995. Архів оригіналу за 29 жовтня 2012. Процитовано 24 березня 2012.
6. ↑  Chang, Bee-Shyuan (23 березня 2012). Growth Spurts Considered: Kiernan Shipka of 'Mad Men' — What I Wore. The New York Times (англ.). Архів оригіналу за 3 квітня 2019. Процитовано 21 вересня 2012.
7. ↑  Genealogy of Kiernan’s paternal great-grandmother, Lulu LaVerne Young (англ.). 12 травня 2019. Архів оригіналу за 14 вересня 2008. Процитовано 12 травня 2019. {{cite news}}: Cite має пустий невідомий параметр: |1= (довідка)
8. ↑  Kiernan’s maternal grandfather, William Joseph/Francis Brennan, on the 1930 U.S. Census (англ.). 12 травня 2019. Архів оригіналу за 27 вересня 2018. Процитовано 12 травня 2019.
9. ↑  Obituary of Kiernan’s maternal grandfather, William Joseph/Francis Brennan (англ.). 12 травня 2019. Архів оригіналу за 8 жовтня 2015. Процитовано 12 травня 2019.
10. ↑  Genealogy of Kiernan’s maternal grandmother, Rose Mary Borio (англ.). 12 травня 2019. Архів оригіналу за 31 липня 2018. Процитовано 12 травня 2019.
11. ↑  Genealogy of Kiernan’s maternal great-grandfather, Francis “Frank” Borio (through Francis’ sister) (англ.). 12 травня 2019. Архів оригіналу за 11 травня 2020. Процитовано 12 травня 2019.
12. ↑  Development Update: March 27 (англ.). The Futon Critic. 27 березня 2006. Архів оригіналу за 29 жовтня 2012. Процитовано 23 липня 2012.
13. ↑  Roe D. Devoted TV watchers name their dream Emmy winners :  [англ.] // Austin American-Statesman. — 2010. — С. H—1.
14. ↑  31st Annual Young Artist Awards (англ.). Young Artist Awards. Архів оригіналу за 12 жовтня 2013. Процитовано 24 липня 2012.
15. ↑  Farley C. J. (7 березня 2011). ‘The Last Airbender: Legend of Korra’: Exclusive Cast Announcement (англ.). Wallstreet Journal. Архів оригіналу за 28 травня 2011. Процитовано 3 червня 2011.
16. ↑  David Hinckley (12 травня 2019). ’ Flowers in the Attic', TV review (англ.). New York Daily News. Архів оригіналу за 12 травня 2019. Процитовано 12 травня 2019.
17. ↑  Ford R. (28 серпня 2014). Toronto: Emma Roberts and Kiernan Shipka Mark Their Calendars for 'February' (англ.). Hollywood Reporter. Архів оригіналу за 23 березня 2015. Процитовано 8 лютого 2015.
18. ↑  Abrams, Natalie (12 січня 2017). Jessica Lange uses famed Amy Schumer sketch to explain Feud relevance to today. Entertainment Weekly (англ.). Архів оригіналу за 21 січня 2017. Процитовано 12 січня 2017.
19. ↑  Lutes, Alicia (26 жовтня 2018). Netflix's Chilling Adventures of Sabrina: Season 1 Review. IGN (англ.). Архів оригіналу за 9 листопада 2020. Процитовано 27 жовтня 2018.
20. 1 2  Fienberg, Daniel (23 жовтня 2018). 'Chilling Adventures of Sabrina': TV Review. Hollywood Reporter (англ.). Архів оригіналу за 27 жовтня 2018. Процитовано 27 жовтня 2018.
21. ↑  Lodderhose, Diana (12 травня 2017). Kiernan Shipka To Star In John Leonetti's 'The Silence' From Constantin Film & EMJAG – Cannes. Deadline Hollywood (англ.). Архів оригіналу за 11 лютого 2021. Процитовано 22 липня 2019.
22. ↑  Keveney, Bill (19 березня 2019). New on Netflix in April 2019: Kevin Hart, 'Sabrina' and more Noah Centineo. USA Today (англ.). Архів оригіналу за 12 серпня 2020. Процитовано 22 липня 2019.
23. ↑  The 25 Most Influential Teens of 2014. Time (англ.). Time Inc. 13 жовтня 2014. Архів оригіналу за 3 січня 2015. Процитовано 5 травня 2015.
24. ↑  Marcia White (4 червня 2009). 'Land of the Lost' groovy '70s TV show, new Will Ferrell movie. Lehigh Valley Live (англ.). Архів оригіналу за 7 червня 2009. Процитовано 5 червня 2009.
25. ↑  Kiernan Shipka Discusses Post-'Mad Men' Debut in Indie Drama 'One & Two'. yahoo.com (англ.). 21 липня 2015. Архів оригіналу за 23 липня 2015. Процитовано 23 липня 2015.
26. ↑  Fischer, Russ (5 березня 2015). Hailee Steinfeld Leads When Marnie Was There English-Language Cast. /Film (англ.). Архів оригіналу за 7 березня 2015. Процитовано 5 березня 2015.
27. ↑  Yamato, Jen. Kiernan Shipka, Meg Ryan Board Teen Comedy ‘Fan Girl’. Deadline Hollywood (англ.). Penske Media Corporation. Архів оригіналу за 30 вересня 2015. Процитовано 28 вересня 2015.
28. ↑  Horror Thriller 'February' Casts Emma Roberts and Kiernan Shipka (англ.). MovieWeb. 28 серпня 2014. Архів оригіналу за 11 травня 2019. Процитовано 22 липня 2019.
29. ↑  Lodderhose, Diana (12 травня 2017). Kiernan Shipka To Star In John Leonetti's 'The Silence' From Constantin Film & EMJAG – Cannes. Deadline Hollywood (англ.). Архів оригіналу за 11 лютого 2021. Процитовано 15 березня 2019.
30. ↑  Федорук, Денис (7 жовтня 2023). Рецензія на фільм «Абсолютний вбивця» / Totally Killer. ITC.ua. Архів оригіналу за 10 жовтня 2023. Процитовано 15 жовтня 2023.
31. ↑  Galanes, Philip (26 березня 2015). Growing Up on 'Mad Men': A Conversation With Matthew Weiner and Kiernan Shipka. The New York Times (англ.). New York: NYTC. ISSN 0362-4331. Архів оригіналу за 29 листопада 2020. Процитовано 28 березня 2015.
32. ↑  Mad Men actress cast in Flowers in the Attic film (англ.). BBC. 15 серпня 2013. Архів оригіналу за 23 січня 2018. Процитовано 23 січня 2018.
33. ↑  Abrams, Natalie (12 січня 2017). Jessica Lange uses famed Amy Schumer sketch to explain Feud relevance to today. Entertainment Weekly (англ.). Архів оригіналу за 21 січня 2017. Процитовано 5 березня 2017.
34. ↑  Kiernan Shipka Awards. Kiernan Shipka—IMDb (англ.). 9 травня 2017. Архів оригіналу за 17 березня 2015. Процитовано 22 липня 2019.
35. ↑  2007 12th Annual Satellite Awards. International Press Academy (англ.). Архів оригіналу за 15 жовтня 2008. Процитовано 21 грудня 2008.
36. 1 2 3  Kiernan Shipka at SAG Awards (англ.), архів оригіналу за 22 березня 2019, процитовано 1 травня 2012
37. ↑  30th Annual Young Artist Awards (англ.), архів оригіналу за 19 липня 2011, процитовано 1 травня 2012
38. 1 2  31st Annual Young Artist Awards (англ.), архів оригіналу за 12 жовтня 2013, процитовано 1 травня 2012
39. 1 2  32nd Annual Young Artist Awards (англ.), архів оригіналу за 8 серпня 2013, процитовано 1 травня 2012
40. ↑  Jon Weisman. CW to Broadcast Young Hollywood Awards Aug. 1 (англ.). Variety. Архів оригіналу за 7 червня 2014. Процитовано 28 липня 2014.
41. ↑  Young Artist Awards – President's Message. YoungArtistAwards.org (англ.). Архів оригіналу за 16 січня 2013. Процитовано 31 березня 2011.
42. ↑  'Lincoln,' 'Silver Linings' top SAG film noms. Variety.com (англ.). 12 грудня 2012. Архів оригіналу за 14 грудня 2012. Процитовано 13 грудня 2012.
43. 1 2  34th Annual Young Artist Awards. YoungArtistAwards.org (англ.). Архів оригіналу за 2 квітня 2013. Процитовано 3 січня 2013.
44. ↑  Crystal + Lucy Awards 2013. Women in Film Los Angeles. 29 квітня 2013. Архів оригіналу за 9 серпня 2014. Процитовано 10 травня 2019.
45. ↑  Douglas Cobb. 2014 Young Hollywood Awards Show Nominees (англ.). Guardian Liberty Voice. Архів оригіналу за 28 липня 2014. Процитовано 28 липня 2014.
46. ↑  Harrison, Lily (30 січня 2016). SAG Awards 2016 Winners: The Complete List. E! News (англ.). Архів оригіналу за 29 грудня 2017. Процитовано 27 січня 2018.